# Henrique Brito
Henrique Jorge Pereira Brito (sinh ngày 21 tháng 4 năm 1997 ở Braga) là một cầu thủ bóng đá người Bồ Đào Nha thi đấu cho Gil Vicente ở vị trí hậu vệ.

## Sự nghiệp bóng đá
Ngày 30 tháng 7 năm 2016, Brito có màn ra mắt cho Gil Vicente trong trận đấu tại Cúp Liên đoàn bóng đá Bồ Đào Nha 2016–17 trước Académica.